# 石阪春生
石阪 春生（いしさか はるお、1929年5月6日 - 2019年12月24日）は、日本の洋画家。小磯良平の弟子。新制作協会会員。
兵庫県神戸市兵庫区出身。1951年（昭和26年）関西学院大学経済学部卒業。詩人の竹中郁は叔父。
自らに内在する「永遠の女性像」を探求した「女のいる風景」シリーズで、神戸を代表する画家の一人として関西を中心に幅広く知られている。その作風は、白を基調とした瀟洒な色調の画面に、都会の憂愁を感じさせる中世ヨーロッパ風の人形のような女性たちを、油彩・版画・素描・コラージュといったさまざまな手法を用いて、繊細かつ幻想的な筆致で描くものであった。

## 人物
神戸市湊西区（現・兵庫区）の製粉業を営む商家に生まれる。兵庫県立第四神戸中学校から関西学院大学に進学、絵画部「弦月会」に所属し本格的な油彩をはじめる。1951年（昭和26年）卒業後、叔父で神戸モダニズムを代表する詩人・竹中郁の紹介で、小磯良平に師事する。
1956年（昭和31年）関西新制作展入選、新作家賞受賞、1958年（昭和33年）新制作展入選と実力を開花させる。1966年（昭和41年）、新制作展にて協会賞受賞、1967年（昭和42年）新制作協会会員となる。
以後、1974年（昭和49年）第2回金山平三記念美術賞、1983年（昭和58年）神戸市文化賞、1998年（平成10年）兵庫県文化賞を受賞、2006年（平成18年）紺綬褒章を受章。
小磯良平とともに阪神間モダニズムを代表する神戸っ子。神戸の情報誌『月刊神戸っ子』の表紙絵を長年手がけるとともに、神戸大学工学部・京都市立芸術大学の講師や、神戸ポートアイランド博覧会（ポートピア'81）の金・銀・銅記念メダルの原画制作、NHK朝の連続テレビ小説のタイトル画制作などを務めた。神戸市立小磯記念美術館の創設にも尽力した。
母校の関西学院大学においては、関西学院グリークラブ1969年 - 2020年リサイタルのパンフレットの表紙画とポスターを担当するとともに、文芸部のOBが編集している『別冊関学文芸』の表紙絵も長年担当した。
2019年（令和元年）12月24日、肺癌で死去。

## 受賞・受章
主な受賞・受章は以下のとおり。
- 1958年 - 新制作展入選
- 1962年 - 新制作展 新作家賞
- 1964年 - 新制作展 新作家賞
- 1966年 - 新制作展 新制作協会賞
- 1974年 - 金山平三賞
- 1983年 - 神戸市文化賞
- 1998年 - 兵庫県文化賞
- 2006年 - 紺綬褒章
- 2014年 - 文化庁地域文化功労者

## 作品
以下に挙げる作品を含め、50点が神戸市立小磯記念美術館に所蔵されている。
- 「二人としだ（女のいる風景）」 1968年 - 神戸市立小磯記念美術館所蔵[11]
- 「メトロノーム（女のいる風景）」1976年 - 西宮市大谷記念美術館所蔵[7]
- 「木馬と人形（女のいる風景）」 1988年 - 京広野ゴルフ倶楽部所蔵[12]
- 「長い羽と白い椅子（女のいる風景）」1992年 - 神戸市立小磯記念美術館所蔵[13]
- 「折れたひまわり（女のいる風景）」1993年 - 神戸市立小磯記念美術館所蔵[4]
- 「三つの額縁（女のいる風景）」 1998年 - 神戸市立小磯記念美術館所蔵[14]
- 「人形と桜になった裕子（女のいる風景）」1999年 - 神戸市立小磯記念美術館所蔵[15]
- 「ざくろと古い城の絵（女のいる風景）」 2000年 - 神戸市立小磯記念美術館所蔵[16]
- 「一つのざくろと西洋梨（女のいる風景）」 2003年 - 神戸市立小磯記念美術館所蔵[4]

上記以外に、母校の関西学院大学（図書館と学院会館）に所蔵されているほか、兵庫県公館、神戸ポートピアホテル、生田神社会館、三宮地下街など、神戸市内の各所に展示されている。

## 画集
- 女のいる風景 H.ISHISAKA（石阪春生作品集）：神戸新聞出版センター、1976年（昭和51年）[19]

## 個展
- 1971年（昭和46年） 個展 - 大阪フォルム画廊（大阪市）[6]
- 1980年（昭和55年） 作品展 - 風見鶏の館（神戸市）[20]
- 1983年（昭和58年） 個展 - 大阪フォルム画廊（大阪市）、ジョイナス（横浜市）、銀座ギャラリーミキモト（東京都）、神戸大丸（神戸市）、朝日画廊（京都市）、梅田近代美術館（大阪市）、日本橋三越（東京都）、三越ギャラリー（神戸市）、三越（札幌市）、ギャルリーユマニテ（名古屋市）、梅田画廊（大阪市）、北野 White House（神戸市）、等[20]
- 2006年（平成18年） 特別展 - 神戸市立小磯記念美術館（神戸市）[1]
- 2011年（平成23年） 神戸ポートピアホテル開業30周年記念「石阪春生展」 - 神戸ポートピアホテル（神戸市）[1]